# Clarençac
Clarençac (en francès Clarensac) és un municipi francès situat al departament del Gard i a la regió d'Occitània.